# Gromada Adamowice
Die Gromada Adamowice war eine Verwaltungseinheit in der Volksrepublik Polen zwischen 1954 und 1959. Verwaltet wurde die Gromada vom Gromadzka Rada Narodowa, dessen Sitz sich in Adamowice befand und aus 13 Mitgliedern bestand.

Die Gromada Adamowice gehörte zum Powiat Grodziskomazowiecki in der Woiwodschaft Warschau und bestand aus den ehemaligen Gromadas Adamowice, Budy-Zasłona, Gąba, Gurba, Powązki, Szeligi und Zdzieszyn aus der abgeschafften Gmina Piekary, der Gromada Marków-Towarzystwo (ohne eine 15 ha großes Firmengelände) der aufgelösten Gemeinde Gmina Radziejowice und dem Dorf Wymysłów welches aus der Stadt Mszczonów herausgelöst wurde.

Zum 1. Januar 1960 kamen die Dörfer Grabce Józefpolskie, Grabce Towarzystwo, Lublinów, Wólka Wręcka, Morków, Świnice, Czekaj, Długowizna und Grabce Wręckie der aufgelösten Gromada Wręcza zur Gromada Adamowice, die Dörfer Zasłona und Gąba wurden in die Gromada Piekary eingegliedert. Der Sitz der Gromada wurde nach  Mszczonów  verlegt und die Gromada in Gromada Mszczonów umbenannt (diese Verordnungen kamen rückwirkend am 25. Februar 1960).